# ウェイン・マーデル

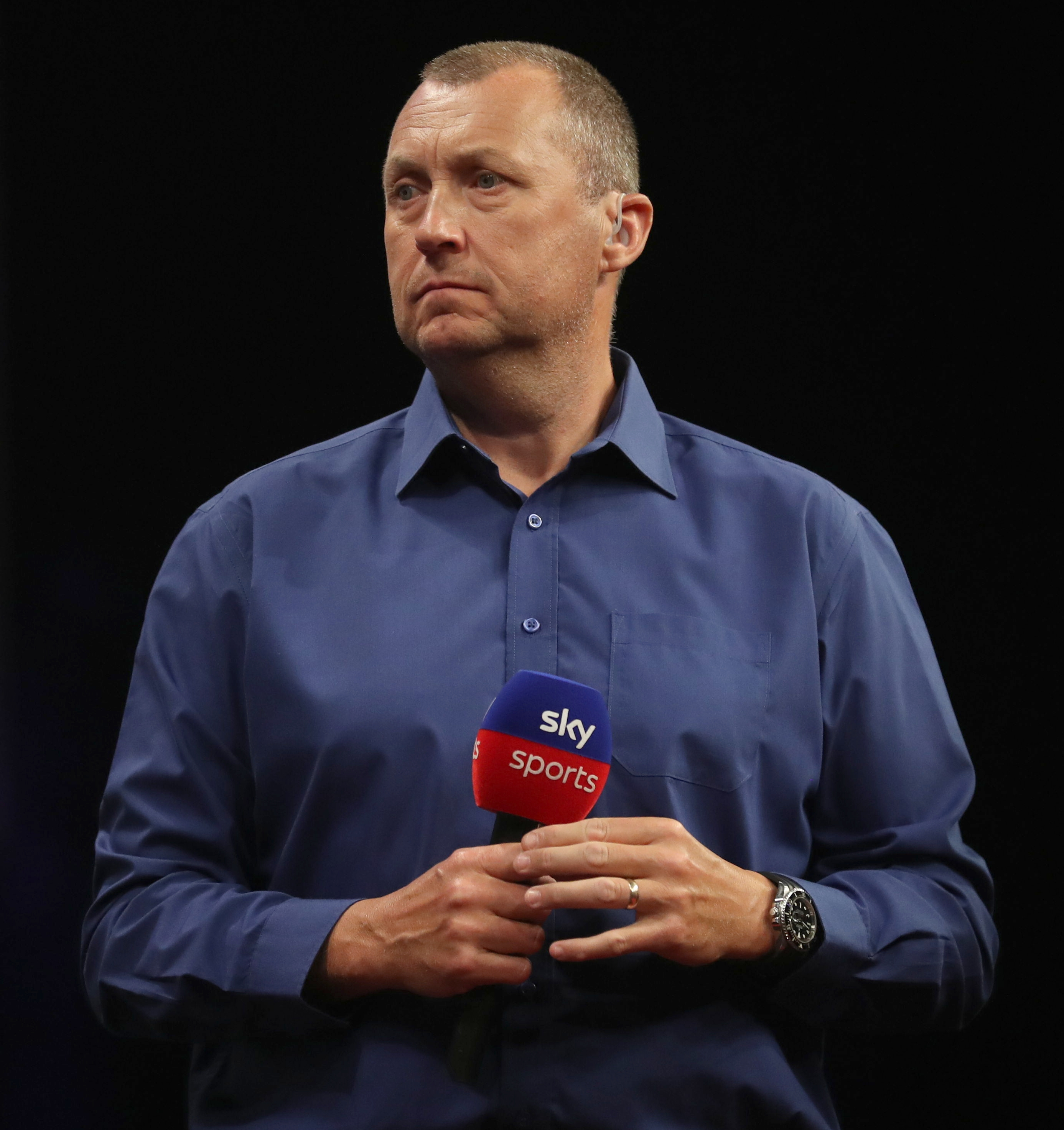
Wayne Mardle

ウェイン・マーデル（Wayne Mardle、1973年5月10日 - ）は、イングランド・ダゲナム生まれのダーツ・プレイヤー。

## 人物
- 身長　6フィート1インチ（182cm）。ニックネームは、“Hawaii501（ハワイ501）”。
- 2002年、ブリティッシュ・ダーツ・オーガナイゼイション (BDO) よりプロフェッショナル・ダーツ・コーポレイション (PDC) に移籍。PDC世界選手権には8回の出場で4度の準決勝進出を果たした。
- かつてはプレミア・リーグ・ダーツにも出場できる程の成績を収めていた。2011年より、Sky Sportsのテレビ中継されるトーナメントにおいて自身が出場しないときは、コメンテイターを務めている。
- 使用するダーツは長くB&W社製の『WayneMardle』21gだったが、2006年にTarget社とスポンサー契約を交わした。（ダーツの見た目やグラム数などは変更無し）。2007年にはHarrows社とスポンサー契約を行った。
- アロハシャツがトレードマーク。彼の応援団も非常に陽気である。ほぼ全員がアロハシャツに身を包み、フラダンサーもいるなど彼の試合の時の会場はさながらハワイのお祭りといった様相を呈する。
- 13歳の時に地元のハウストーナメント（パブ毎に行う小さなトーナメント）で優勝し、プロを目指して活動し始めたといわれる。
- 父親と二人三脚でプロ活動をしてきたためか、会場にはいつも父親の姿がある。

## 主な成績

### BDO世界選手権
- 5勝3敗 出場3回
- 優勝: 無し
- 準優勝: 無し
- ベスト4: 1回 (2001)
- ベスト8: 1回 (2002)

### ワールド・マスターズ
- 3勝1敗 出場1回
- 優勝: 無し
- 準優勝: 無し
- ベスト4: 無し
- ベスト8: 無し

### ワールドダーツ・トロフィー
- 0勝1敗 出場1回
- 優勝: 無し
- 準優勝: 無し
- ベスト4: 無し
- ベスト8: 無し

### インターナショナル・ダーツリーグ
- 2勝4敗 出場1回
- 優勝: 無し
- 準優勝: 無し
- ベスト4: 無し
- ベスト8: 無し

### PDC世界選手権
- 18勝8敗 出場8回
- 優勝: 無し
- 準優勝: 無し
- ベスト4: 4回 (2004 – 06, 08)
- ベスト8: 無し

### ワールド・マッチプレー
- 13勝7敗 出場7回
- 優勝: 無し
- 準優勝: 1回 (2003)
- ベスト4: 1回 (2008)
- ベスト8: 2回 (2005 – 2006)

### ワールド・グランプリ
- 6勝7敗 出場7回
- 優勝: 無し
- 準優勝: 無し
- ベスト4: 無し
- ベスト8: 1回 (2005)

### ラスベガス・デザート・クラシック
- 12勝8敗 出場8回
- 優勝: 無し
- 準優勝: 2回 (2004 – 05)
- ベスト4: 無し
- ベスト8: 1回 (2002)

### UKオープン
- 8勝9敗 出場9回
- 優勝: 無し
- 準優勝: 無し
- ベスト4: 無し
- ベスト8: 無し

### プレミア・リーグ・ダーツ
- 8勝9分21敗 出場4回
- 優勝: 無し
- 準優勝: 無し
- ベスト4: 無し
- ベスト8: 無し

### グランド・スラム・オヴ・ダーツ
- 3勝6敗 出場3回
- 優勝: 無し
- 準優勝: 無し
- ベスト4: 無し
- ベスト8: 無し

### ヨーロピアン・チャンピオンシップ
- 1勝1敗 出場1回
- 優勝: 無し
- 準優勝: 無し
- ベスト4: 無し
- ベスト8: 無し

### 年度別成績
| 年   | BDO | BDO | PDC | PDC | PDC | PDC | PDC | PDC | PDC | PDC |
| 年   | WPC | WM  | WDC | WMP | WG  | LAS | UK  | PR  | GS  | EU  |
| ---- | --- | --- | --- | --- | --- | --- | --- | --- | --- | --- |
| 2000 | L32 | NJ  | NJ  | NJ  | NJ  | NH  | NH  | NH  | NH  | NH  |
| 2001 | SF  | L16 | NJ  | NJ  | NJ  | NH  | NH  | NH  | NH  | NH  |
| 2002 | QF  | NJ  | NJ  | NJ  | NJ  | QF  | NH  | NH  | NH  | NH  |
| 2003 | NJ  | NJ  | L16 | F   | L16 | GS  | L32 | NH  | NH  | NH  |
| 2004 | NJ  | NJ  | SF  | L32 | L32 | F   | L16 | NH  | NH  | NH  |
| 2005 | NJ  | NJ  | SF  | QF  | QF  | F   | L64 | GS  | NH  | NH  |
| 2006 | NJ  | NJ  | SF  | QF  | L16 | L32 | L32 | GS  | NH  | NH  |
| 2007 | NJ  | NJ  | L64 | L16 | L16 | L16 | L64 | NJ  | GS  | NH  |
| 2008 | NJ  | NJ  | SF  | SF  | L16 | L32 | L64 | GS  | GS  | L16 |
| 2009 | NJ  | NJ  | L16 | L16 | L32 | L32 | L64 | GS  | GS  | NJ  |
| 2010 | NJ  | NJ  | L64 | NJ  | NJ  | NH  | L64 | NJ  | NJ  | NJ  |
| 2011 | NJ  | NJ  | NJ  | NJ  | NJ  | NH  | L96 | NJ  | NJ  | NJ  |

注: 表中のNHは不開催, NJは非参加, QFは準々決勝敗退, SFは準決勝敗退, Fは準優勝, Wは優勝, GSはグループステージ敗退を示す。トーナメント表記は以下の通り
WPC: BDOワールド・プロフェッショナル・ダーツ・チャンピオンシップス, WM: ワールド・マスターズ, WDC: PDCワールド・ダーツ・チャンピオンシップ, WMP: ワールド･マッチプレイ, WG: ワールド・グランプリ, LAS: ラスベガス・デザート・クラシック, UK: UKオープン, PR: プレミア・リーグ・ダーツ, GS: グランド・スラム・オブ・ダーツ, EU: ヨーロピアン・チャンピオンシップ

## 世界選手権の結果

### BDO
- 2000年: 第1ラウンド (1 - 3 マット・クラークに敗北)
- 2001年: 準決勝 (3 - 5 ジョン・ウォルトンに敗北)
- 2002年: 準々決勝 (4 - 5 コリン・モンクに敗北)

### PDC
- 2003年: 第3ラウンド (3 - 5 フィル・テイラーに敗北)
- 2004年: 準決勝 (2 - 6 フィル・テイラーに敗北)
- 2005年: 準決勝 (4 - 6 マーク・ダッドブリッジに敗北)
- 2006年: 準決勝 (5 - 6 フィル・テイラーに敗北)
- 2007年: 第1ラウンド (2 - 3 アラン・ケイブスに敗北)
- 2008年: 準決勝 (4 - 6 カーク・シェパードに敗北)
- 2009年: 第3ラウンド (0 - 4 コ・ストンプに敗北)
- 2010年: 第1ラウンド (0 - 3 ジーハン・アルトゥットに敗北)